# Magnetár

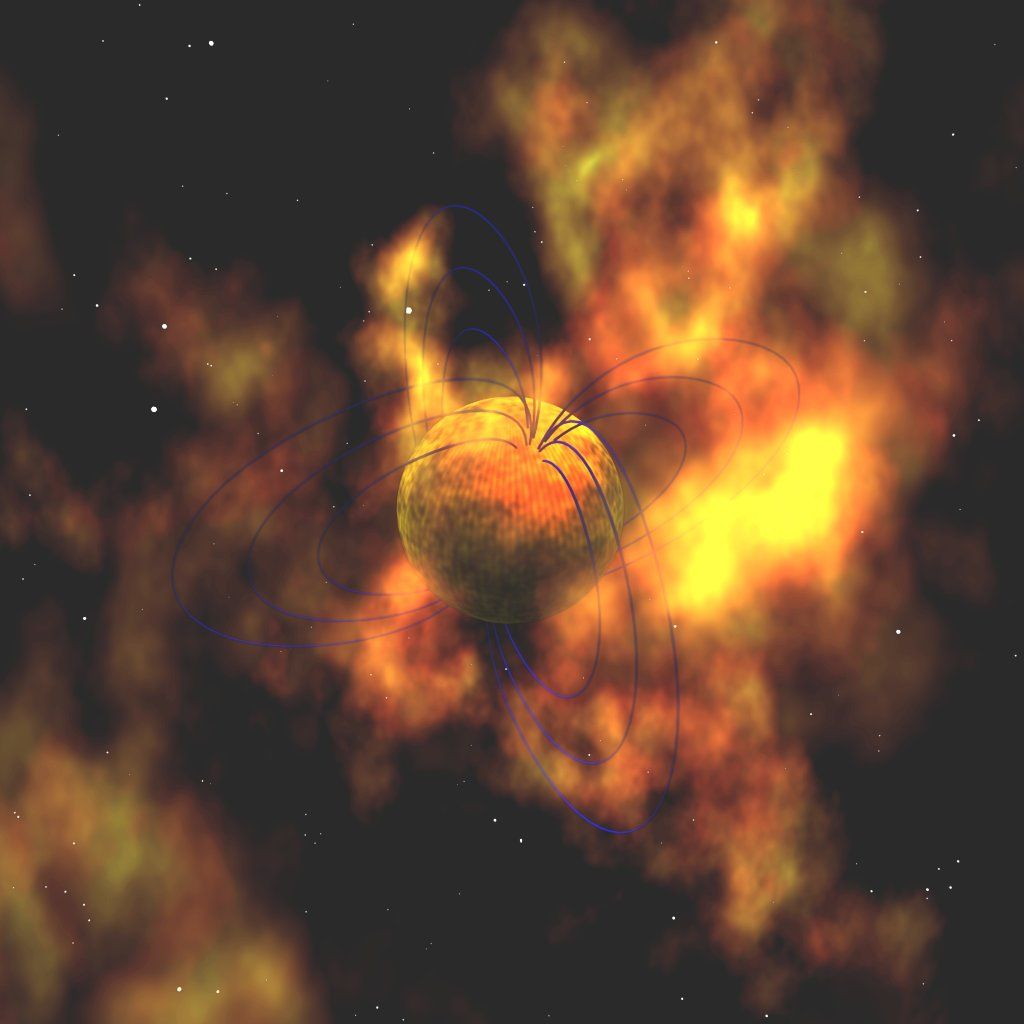
Fantáziakép a magnetárról

A magnetár olyan neutroncsillag, melynek rendkívül erős a mágneses tere, ez a tér hozza létre az óriási mennyiségű elektromágneses sugárzást, mely részben röntgen-, részben gamma tartományba esik. Ezeknek az égitesteknek az elméletét Robert Duncan és Christopher Thompson alkotta meg 1992-ben. A következő évtizedben a magnetár-hipotézis széles körben elfogadottá vált, mint a lágy gamma-ismétlők és az anomális röntgen-pulzárok lehetséges fizikai magyarázata.

## Tulajdonságok
A magnetárokról egyelőre hiányosak az ismereteink, ennek többek között a megfigyelés hiánya az oka, hiszen nincs a közelünkben egy sem. A magnetárok átmérője 20 km körüli, ennek ellenére a tömegük meghaladja a Napét. A rendkívüli tömeg és a viszonylag kis térfogat eredménye az egyedülálló sűrűség, amely a neutroncsillagokra egyöntetűen jellemző, egy teáskanálnyi is több milliárd tonnát nyomna. Jellemző továbbá rájuk a gyors forgás, periódusidejük 2–10 s közötti. Aktív életük nem tekinthető túl hosszúnak, a hihetetlenül erős mágneses tér mintegy 10 ezer év elmúltával elkezd gyengülni. Becslések szerint a ma megfigyelhető csökkent vagy megszűnt aktivitású magnetárok száma a Tejútban 30 millió körüli.
Véletlenszerű időpontokban a szokásos sugárzás 10-100-szorosa is felléphet rövid időre, ezt a feltételezések szerint extrém, 1010-1011 tesla erősségű mágneses tér hozza létre. A jelenség pontos mechanizmusa vita tárgya.

## Mágneses mező
A magnetárok ismertetőjele az őket körülölelő rendkívül erős mágneses tér, amely elérheti a 10 gigateslát is. Ezen érték az ember által mesterségesen előállított mágneses térnél több nagyságrenddel nagyobb, és a Földet övező mágneses mező is eltörpül mellette. Ennek köszönhetően a magnetárok joggal viselik az eddig detektált legnagyobb mágneses mezővel rendelkező objektumok címet. Annyira erős mezővel rendelkeznek, hogy 1000 kilométeres távolságból is halálos lenne, továbbá a Föld-Hold távolság (384 403 km) felétől képes lenne letörölni az információkat egy bankkártyáról.

## Kialakulásuk
A Napnál nagyobb tömegű csillagok életük végső stádiumában látványos robbanással (szupernóva) alakulnak át a kezdeti mag tömegének függvényében neutroncsillaggá, fekete lyukká vagy magnetárrá.
Robert Ducan és Christopher Thompson kiszámolta, hogy egy neutroncsillag mágneses mezeje alaphelyzetben is hatalmas, 108 tesla nagyságú, azonban egyes fizikai jelenségek lehetővé teszik, hogy ez az érték 1011 tesla értéket is felvehessen.

## Ismert magnetárok
- SGR 1806-20, 50 ezer fényévre található a Sagittarius (Nyilas) csillagképben
- SGR 1900+14, az Aquila (Sas) csillagképben található, 20 ezer fényév távolságra
- 1E 1048.1-5937, eredeti csillaga 30-40-szer nagyobb tömegű volt, mint a mi Napunk. A helyén található magnetár a Carina csillagképben lelhető fel 9 ezer fényév távolságra.
- SGR 1627-41, forgási periódusa 2,6 másodperc[2]
- 1E 1547.0-5408 - anomális röntgen-pulzár, forgási periódusa 2 másodperc[1]

Az ismert magnetárok mindegyike a Tejútrendszerben található.

## Külső hivatkozások
- Jéki László: Magnetárok – mágneses csillagok - Hetedhéthatár